# Baekjeong
Los baekjeong (백정) eran un grupo descastado “intocable” en Corea, a menudo comparado con los burakumin de Japón y los dalits de la India y Nepal.

## Historia social
Con anterioridad a las invasiones mongolas a mediados del siglo XIII, los descastados en Corea, denominados los gorisuchae, se dividían en dos facciones: (1) los hwachae o suchae, que cazaban y carneaban, y eran considerados rústicos; y (2) los jaein (재인 才人), quienes en su mayor parte eran actores, malabaristas, prostitutas, y otros de ocupación indefinida, y a veces calificados como “frívolos”. Hacia el final de la era Goryeo el término hwachae-suchae reemplazó al gorisuchae para referirse a los descastados.
El término baekjeong significa “gente común”. A comienzos del período Goryeo (918 - 1392), los grupos descastados se encontraban en gran medida asentados en comunidades fijas. Sin embargo la invasión mongola dejó a Corea convulsionada y en la anomia, y estos grupos adoptaron un estilo de vida nómada.
La teoría más reciente es que los baekjeong eran los khitans que se rindieron durante la Tercera Guerra Goryeo-Kitán. Luego de la derrota de los khitans por parte del General Gang Gamchan, los kitán derrotados fueron distribuidos por Goryeo en villas aisladas para evitar se rebelaran en masa. Como la dinastía kitán Liao cayó bajo el poder de los jurchens en Manchuria, los khitans no tenían un sitio al cual regresar, y lentamente fueron absorbidos por los coreanos durante los siglos posteriores. A causa de su experiencia nómade los khitans baekjeong eran valorados por sus habilidades para cazar, trozar carne, cuerear, y curtir cuero. Con el transcurso del tiempo, se convirtieron en la clase inferior en Corea responsable del trabajo con carne y cueros. También trajeron a la península la costumbre de comer perro, que es un recurso nómade, costumbre que fue adoptada por otros miembros de las clases bajas coreanas. Luego de la invasión mongol un siglo más tarde, los coreanos consideraron a los baekjeong como una quinta columna potencial aliada de los mongoles, y los maltrataban. esta práctica se institucionalizó luego de la expulsión del último contingente mongol de Goryeo durante el gobierno del rey Gongmin. Para el comienzo de la dinastía Joseon, los baekgeong se habían asentado como la clase más baja dentro de la sociedad coreana.
Aunque ellos no obedecían en forma estricta las prohibiciones budistas, los coreanos no consumían gran cantidad de carne hasta la llegada de los mongoles. Los baekjeong nómades trajeron caballos y ganado a la península para satisfacer sus necesidades de carne, y como carniceros expertos, mataban animales y los troceaban y entrenaban a otros descastados en estas prácticas.
A comienzos de la dinastía Joseon, el rey Sejong intentó asimilar a los grupos descastados, que estaban involucrados en actos de bandidaje. Ordenó que se los registrara, que se asentaran en comunidades fijas, que trabajaran en la agricultura, y hasta ordenó que se casaran con otros grupos. Sin embargo, esta política fracasó, en parte porque los descastados se negaban a cooperar con las autoridades, no tenían interés en el trabajo del campo y la agricultura, y preferían continuar robando ganado y vivir como nómades. Hacia el siglo XV, se abandonaron los intentos para asimilar a los descastados, y los descastados fueron forzados a asentarse en ghettos fijos en las vecindades de los pueblos y villas. No se les otorgó a los baekjeong el libre gobierno de sus guetos, y al aumentar su población, en general no se les asignó tierra adicional, con la consiguiente sobrepoblación. Las comunidades eran en gran medida autónomas, con una fuerte organización interna y solidaridad. Excepto por los crímenes más graves, el orden era mantenido por los mismos descastados. Si bien no eran ciudadanos registrados y no tenían derechos civiles, esto era una ventaja para ellos desde varios puntos de vista, estaban excusados del servicio militar, trabajo obligatorio, y el pago de impuestos. Además, un tema muy importante, es que los baekjeong ostentaban un monopolio sobre las tareas específicas en que se desempeñaban, ejerciendo control social y una fuerte resistencia a otros que quisieran trabajar en su campo laboral.
Los jaein continuaron existiendo como un subgrupo de baekjeong; anteriormente los otros eran denominados los hwachae, pero ahora se los llamaba simplemente baekjeong. Mientras que los jaein continuaron hasta cierto punto con su vida nómade, en gran medida los baekjeong se habían asentado en guetos segregados. Las ocupaciones reservadas para ellos eran la cestería, carnicero, la talabartería, y la fabricación de sandalias de paja. Aunque estas tareas eran consideradas las más sucias y degradantes, las mismas no eran "una mera imposición; ellas eran también un monopolio privilegiado". Cuando en el siglo XX otros individuos comenzaron a realizar estas ocupaciones, los baekjeong protestaron, alegando que tenían un derecho exclusivo en cuanto al control sobre estas actividades.
Durante gran parte de la dinastía Joseon, fueron forzados a desempeñarse como verdugos. Los baekjeong encontraban deplorable esta tarea, y a menudo asignaban el trabajo a aquellos individuos más abyectos, inclusive a veces aquellos que sufrían de enfermedades mentales. Hasta el siglo XX también se les encomendó se desempeñaran atrapando perros y matando perros ferales. Posteriormente la Hyeongpyeongsa trabajó para terminar con esta imposición, considerando que la misma creaba una impresión muy negativa entre la gente común con respecto a los baekjeong. Esencialmente, el grupo fue asignado a realizar las tareas más bajas en la sociedad coreana. Además se consideraba que ellos violaban moralmente los principios budistas, lo cual incidía en que los coreanos consideraran al trabajo con la carne como algo sucio y pecaminoso, aun cuando ellos consideraban aceptable el consumo de carne. Esto queda por ejemplo demostrado por una ordenanza del año 968, la cual si bien prohibía la matanza de ganado a la vez explícitamente permitía la venta y consumo de carne. Los propios baekjeong parece consideraban a la carnicería un acto sucio, y con frecuencia se abstenían de participar en dichas actividades durante tres años luego del fallecimiento de un pariente.